# Gretchen Magers
Gretchen Magers (Pittsburgh, 7 febbraio 1964) è un'ex tennista statunitense.
Nata Rush, ha assunto successivamente il cognome del marito Steve Magers.

## Carriera
In carriera ha vinto 3 titoli in singolare e 4 titoli di doppio.
Nel 1989 fu la prima tennista a vincere un torneo professionistico organizzato in Unione Sovietica, il Moscow Ladies Open, dopo avere superato in finale l'atleta di casa Nataša Zvereva.
Nei tornei del Grande Slam ha ottenuto il suo miglior risultato raggiungendo la finale di doppio misto a Wimbledon nel 1988, in coppia con il connazionale Kelly Jones.

## Statistiche

### Singolare

#### Vittorie (3)
| Numero | Anno             | Torneo                        | Superficie | Avversaria in finale | Punteggio |
| 1.     | 1º febbraio 1987 | ASB Classic, Auckland         | Cemento    | Terry Phelps         | 6–2, 6–3  |
| 2.     | 25 luglio 1988   | Schenectady Open, Schenectady | Cemento    | Terry Phelps         | 7-6, 6–4  |
| 3.     | 15 ottobre 1989  | Moscow Ladies Open, Mosca     | Sintetico  | Nataša Zvereva       | 6-3, 6-4  |

#### Finali perse (1)
| Numero | Anno           | Torneo                                 | Superficie | Avversaria in finale | Punteggio |
| 1.     | 24 giugno 1990 | International Women's Open, Eastbourne | Erba       | Martina Navrátilová  | 0-6, 2-6  |

### Doppio

#### Vittorie (4)
| Numero | Anno              | Torneo                                     | Superficie | Compagna     | Avversarie in finale              | Punteggio     |
| 1.     | 22 luglio 1990    | Hall of Fame Tennis Championships, Newport | Erba       | Lise Gregory | Patty Fendick Anne Smith          | 7-6, 6-1      |
| 2.     | 30 settembre 1990 | Sparkassen Cup, Lipsia                     | Sintetico  | Lise Gregory | Manon Bollegraf Jo Durie          | 6–2, 4–6, 6–3 |
| 3.     | 7 ottobre 1990    | Moscow Ladies Open, Mosca                  | Sintetico  | Robin White  | Elena Brjuchovec Svetlana Černeva | 6–2, 6–4      |
| 4.     | 17 febbraio 1991  | Virginia Slims of Denver, Aurora           | Sintetico  | Lise Gregory | Patty Fendick Lori McNeil         | 6–4, 6–4      |

#### Finali perse (10)
| Numero | Anno             | Torneo                                                                      | Superficie  | Compagna         | Avversarie in finale                  | Punteggio     |
| 1.     | 13 luglio 1986   | Hall of Fame Tennis Championships, Newport                                  | Erba        | Cammy MacGregor  | Terry Holladay Heather Ludloff        | 1-6, 7-6, 3-6 |
| 2.     | 1º febbraio 1987 | ASB Classic, Auckland                                                       | Cemento     | Elizabeth Minter | Anna Maria Fernández Julie Richardson | 6-4, 4-6, 2-6 |
| 3.     | 5 marzo 1988     | U.S. Women's Hard Court Championships, San Antonio                          | Cemento     | Rosalyn Fairbank | Lori McNeil Helena Suková             | 3-6, 7-6, 2-6 |
| 4.     | 20 marzo 1989    | Newsweek Champions Cup and the Virginia Slims of Indian Wells, Palm Springs | Cemento     | Rosalyn Fairbank | Hana Mandlíková Pam Shriver           | 3-6, 7-6, 3-6 |
| 5.     | 21 maggio 1989   | WTA German Open, Berlino                                                    | Terra rossa | Lise Gregory     | Elizabeth Smylie Janine Tremelling    | 7-5, 3-6, 2-6 |
| 6.     | 28 maggio 1989   | Internationaux de Strasbourg, Strasburgo                                    | Terra rossa | Lise Gregory     | Mercedes Paz Judith Wiesner           | 3-6, 3-6      |
| 7.     | 6 agosto 1989    | San Diego Open, San Diego                                                   | Cemento     | Robin White      | Elise Burgin Rosalyn Fairbank         | 6-4, 3-6, 3-6 |
| 8.     | 17 giugno 1990   | DFS Classic, Birmingham                                                     | Erba        | Lise Gregory     | Larisa Neiland Nataša Zvereva         | 6–3, 3–6, 3-6 |
| 9.     | 18 agosto 1991   | East West Bank Classic, Manhattan Beach                                     | Cemento     | Robin White      | Larisa Neiland Nataša Zvereva         | 1-6, 6-2, 2-6 |
| 10.    | 8 novembre 1992  | Bank of the West Classic, Oakland                                           | Sintetico   | Rosalyn Fairbank | Gigi Fernández Nataša Zvereva         | 6-3, 2-6, 4-6 |

### Doppio misto

#### Finali perse (1)
| Numero | Anno | Torneo            | Superficie | Compagno    | Avversari in finale            | Punteggio |
| 1.     | 1988 | Wimbledon, Londra | Erba       | Kelly Jones | Zina Garrison Sherwood Stewart | 1-6, 6-7  |